# Phuwanart Khamkaew
Phuwanart Khamkaew (tiếng Thái: ภูวนาถ คำแก้ว; sinh ngày 17 tháng 1 năm 1998), là một cầu thủ bóng đá người Thái Lan thi đấu ở vị trí tiền đạo cho câu lạc bộ Giải bóng đá Ngoại hạng Thái Lan Police Tero.

## Sự nghiệp câu lạc bộ
Ở sự nghiệp trẻ, Phuwanart Khamkaew tập luyện trong 2,5 năm tại Leicester City ở Anh.